# Lochwinnoch
Lochwinnoch (Loch Eanach en gaélique (gd), Lochineuch en scots (sco)) est un village d'Écosse, situé dans le council area et région de lieutenance du Renfrewshire.
Situé sur les bords du Castle Semple Loch (en) et de la Calder (en), Lochwinnoch est un village-dortoir pour les villes de Paisley et Glasgow.
Le village possède une gare (en) depuis le 12 août 1840, située sur le réseau de l'Ayrshire Coast Line (en). Du 1er juin 1905 au 27 juin 1966, le village a même possédé une deuxième gare (en) sur le réseau de la Glasgow and South Western Railway (en).
Les ruines du château de Barr Castle (en) sont situées sur le territoire du village.

## Galerie

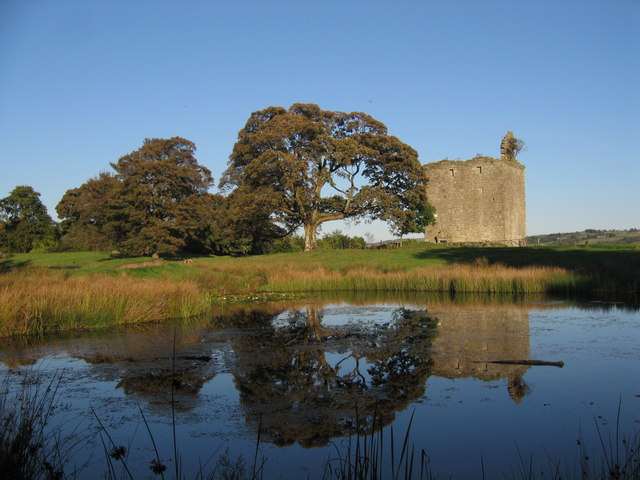
Barr Castle.
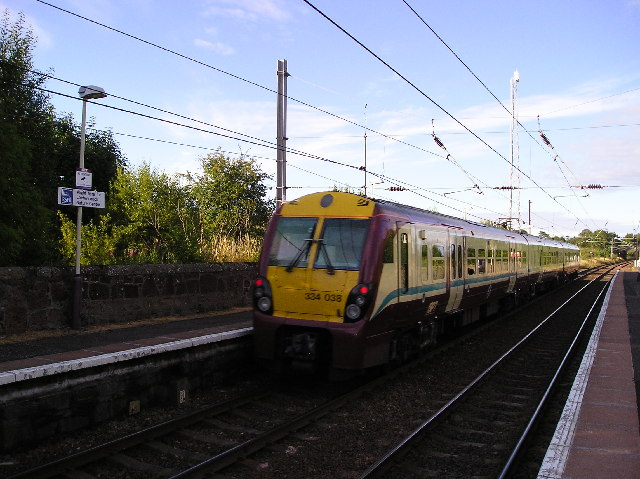
La gare de Lochwinnoch.